# Мінеко Івасакі

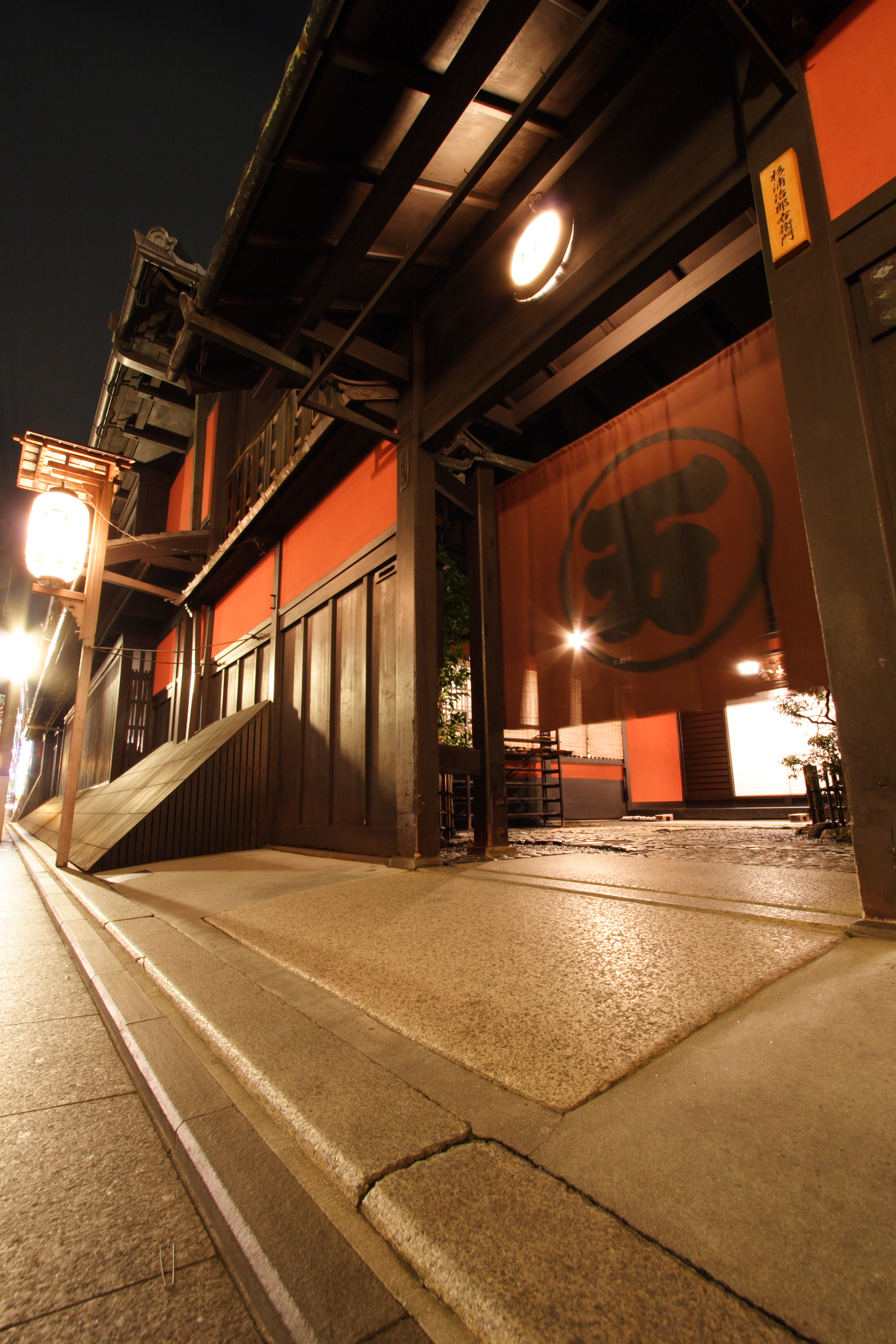
Чайний будиночок Ітірікі, де Мінеко часто бувала на о-Дзасікі

Мінеко Івасакі (яп. 岩崎峰子, при народженні Масако Танака-Мінамото (яп. 田中源政子), * 2 листопада 1949, Кіото, Японія) — колишня гейко (кіотоська назва гейші) та автобіографка. До відходу з професії в 29 років була найоплачуванішою гейшею Японії. 
Артур Голден писав роман Мемуари гейші, спираючись на історію її життя.

## Справжні мемуари гейші
На противагу роману Голдена, насиченому фактичними помилками, Мінеко Івасакі вирішила написати автобіографію. Її книга, написана в співавторстві з Ренд Браун, випущена під назвами Життя гейші (англ. Geisha, a Life) в США, Гіонська гейша (англ. Geisha of Gion) у Сполученому королівстві та «Справжні мемуари гейші» в Україні, описує її реальне життя. Вона стала міжнародним бестселером. 
За мотивами книги знятий фільм Хана ікуса. Він відповідає книзі в описі історії дитинства та юнацтва Мінеко, але особисте життя героїні фільму склалася інакше, ніж у прототипу.